# Kenyentulus sakimori
Kenyentulus sakimori är en urinsektsart som först beskrevs av Imadaté 1977.  Kenyentulus sakimori ingår i släktet Kenyentulus och familjen lönntrevfotingar. Inga underarter finns listade i Catalogue of Life.